# Renée Sintenis
Renée Sintenis, geboren als Renate Alice Sintenis (Glatz, 20 maart 1888 - West-Berlijn, 22 april 1965) was een Duitse beeldhouwer, graveur, docent en kunstenaarsmodel. Ze werd bekend met haar portretkoppen en beelden van dieren en atleten.
Sintenis was de eerste vrouwelijke beeldhouwer die lid werd van de Pruisische Kunstacademie in Berlijn. Daarnaast wordt zij beschouwd als de eerste commercieel succesvolle vrouw in de Europese kunstwereld van de twintigste eeuw.
Haar bekendste werk is de Berlinale Bär, replica's van dit beeld worden sinds 1951 gebruikt als trofee op het internationale filmfestival van Berlijn.

## Jeugd en opleiding
Sintenis werd geboren op 20 maart 1888 in Glatz en groeide op in een landelijke omgeving vlakbij Neuruppin. Ze stamt af van gevluchte Hugenoten en haar achternaam is een verbastering van 'Saint-Denis'. Sintenis was de oudste van drie kinderen. Het gezin woonde korte tijd in Stuttgart en verhuisde in 1905 naar Berlijn waar haar vader was aangesteld bij het Hof van beroep.
Van in haar vroege jeugd was Sintenis bezig met kunst en ze tekende vaak paarden. Op zeventienjarige leeftijd verliet ze het gymnasium zonder een diploma behaald te hebben. Daarna startte ze met het volgen van lessen aan de School voor Toegepaste Kunsten. Hier richtte ze zich met name op naaktportretten en gezichten. Hoewel ze graag kunstenaar wilde worden, zagen haar ouders dit als slechts een hobby.
In 1907 begon ze met een opleiding aan de Unterrichtsanstalt des Kunstgewerbemuseums Berlin; een school die verbonden was met het Kunstgewerbemuseum. In deze periode was het een van de weinige opleidingsinstellingen die vrouwelijke studenten aannam. Ze kreeg hier les van onder meer Leo von König en Wilhelm Haverkamp. In 1910 maakte ze haar eerste zelfportret van terracotta klei.
Datzelfde jaar liet haar vader weten niet langer voor haar studie te willen betalen waardoor ze haar opleiding vroegtijdig moest afbreken. Haar vader vond een baan als zijn secretaresse voor haar meer geschikt. Hierop raakten de twee in conflict, en Sintenis trok in bij een kennis en veranderde haar naam in 'Renée'. Om geld te verdienen, werkte ze als model voor de beeldhouwer Georg Kolbe. Zijn werk was voor haar een grote inspiratiebron.

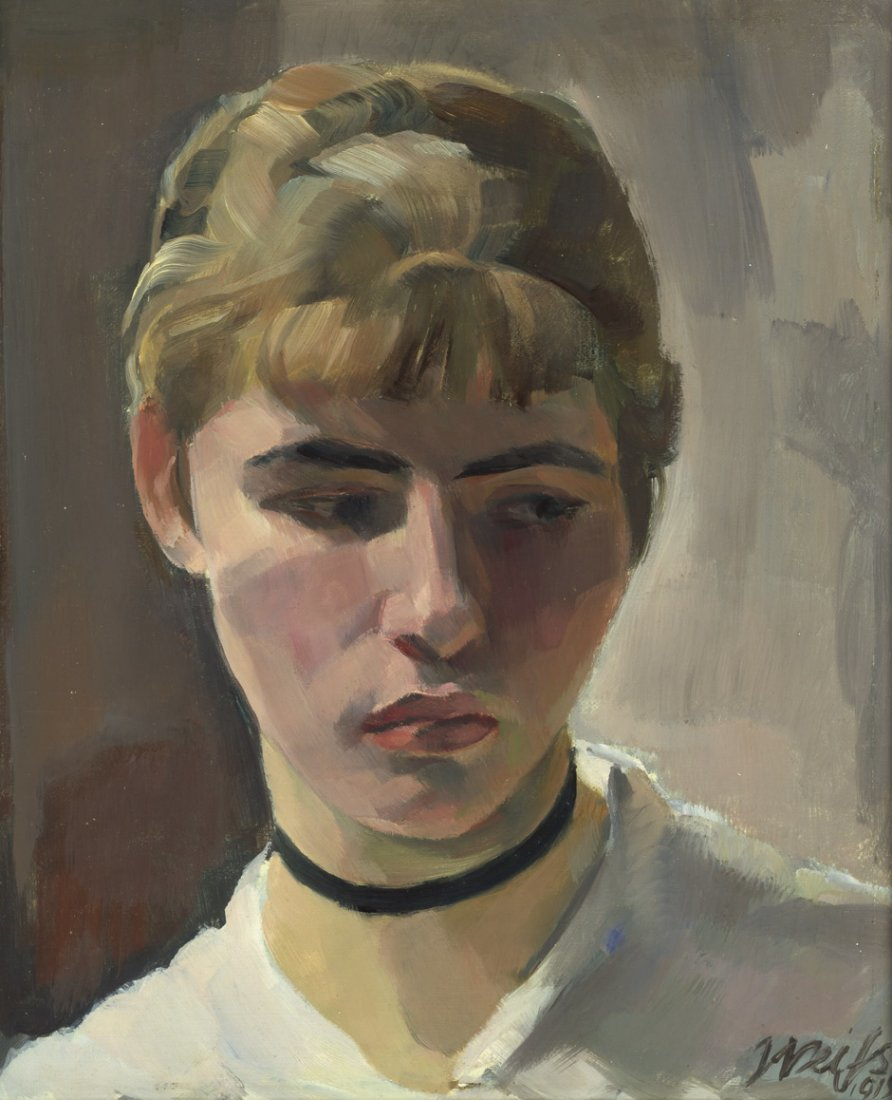
Renée Sintenis (1915) door Emil Rudolf Weiss

## Doorbraak
In 1913 hield ze haar eerste tentoonstelling bij de Berliner Secession. Tijdens een expositie twee jaar later werd haar zelfportret opgemerkt door Rainer Maria Rilke. Via hem kwam ze in contact met invloedrijke personen uit de artistieke en literaire wereld en wist ze haar eerste werk te verkopen. Hij schreef de potentiële koper dat Sintenis in de leer was geweest bij Kolbe, maar dat haar werk was ontstaan uit de "meest persoonlijke en zuurverdiende ontwikkeling".
In 1917 trouwde ze met de schilder Emil Rudolf Weiss. Weiss was dertien jaar ouder dan Sintenis en had goede contacten in de kunstwereld. Vanaf de jaren twintig werd Sintenis vertegenwoordigd door kunsthandelaar en galeriehouder Alfred Flechtheim. Hij exposeerde haar werk in zijn galerieën in Duitsland en liet haar werk tevens tentoonstellen in galerieën in Parijs, Brussel, Londen en New York. Ze verwierf internationale faam en kreeg de bijnaam The Sintenis.

### Imago

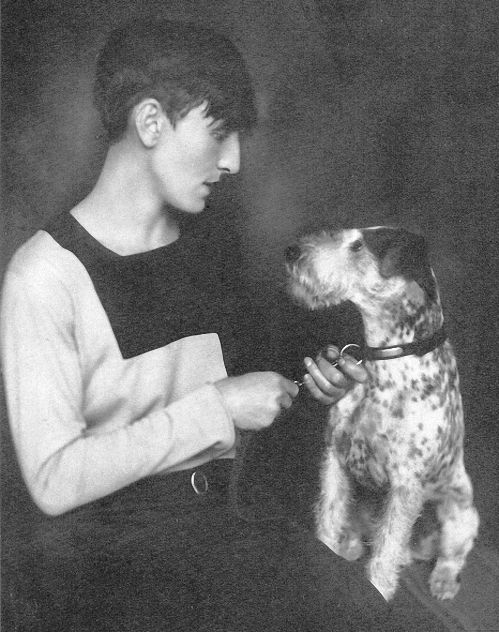
Renée Sintenis met haar foxterriër (1926), gefotografeerd door Hugo Erfurth

Sintenis gebruikte haar imago om haar kunst te verkopen, iets wat in deze periode volledig nieuw was. Ze was een opvallende verschijning: ze was één meter tachtig lang, droeg mannenkleding en had een kort Eton kapsel. Door haar androgyne uiterlijk werd ze geassocieerd met de garçonne-stijl. 
Flechtheim plaatste een fotoreportage van haar gemaakt door Frieda Gertrud in zijn kunsttijdschrift Der Querschnitt. In haar vrije tijd was Sintenis geregeld te vinden in het Romanisches Café aan de Kurfürstendamm waar ze bevriende dichters en kunstenaars ontmoette, en bezocht ze de lesbische bars van Schöneberg. Met het eerste geld dat ze verdiende met haar werk had ze een paard gekocht, waar ze dagelijks mee door het park Großer Tiergarten reed.

### Werken
Haar interesse in boksen en haar liefde voor dieren uitte zich in haar werk. Ze stond bekend om haar beelden van boksers en maakte daarnaast beelden van meer dan honderd verschillende dieren, waaronder honden, paarden, beren en ezels. Ze maakte werken in brons, zilver, gips en terracotta. Doordat haar werk redelijk betaalbaar was, werd ze er erg vermogend mee. In 1928 won ze tijdens de Olympische Spelen in Amsterdam een bronzen medaille voor haar werk Le Footballeur.

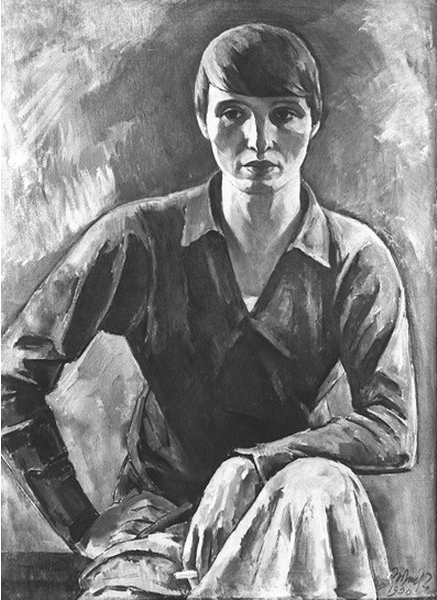
Renée Sintenis (1930), door Emil Rudolf Weiss

## Nazisme en oorlog
In 1931 werd ze als eerste vrouwelijke beeldhouwer lid van de Pruisische Kunstacademie in Berlijn. Na Käthe Kollwitz was ze het tweede vrouwelijke lid. Slechts drie jaar later werd ze gedwongen de academie te verlaten. Omdat ze joodse grootouders had, werd ze volgens de rassenwetten van Neurenberg beschouwd als half-joods en mocht ze haar werk niet meer voortzetten. Wel was ze toegestaan lid te blijven van de Reichskulturkammer en door te werken. In 1937 werden haar werken uit musea in Berlijn, Erfurt, Düsseldorf en Bremen verwijderd, omdat deze werden beschouwd als Entartete kunst.
Tijdens de Tweede Wereldoorlog bleef Sintenis in Berlijn. Veel van haar vrienden waren Joods of homoseksueel en hadden om die reden Duitsland verlaten. In 1941 kwam er een verbod op bronsgieten, waardoor ze geen brons meer kon gebruiken voor kunstwerken. Een jaar later overleed haar echtgenoot Emil Rudolf Weiss aan hartfalen. Hij werd 77 jaar oud. Drie jaar later werd haar atelier aan de Kurfürstenstraße getroffen door een bombardement tijdens de Slag om Berlijn. Ze raakte hierdoor een groot deel van haar werken en veel persoonlijke bezittingen kwijt.

## Na de Tweede Wereldoorlog

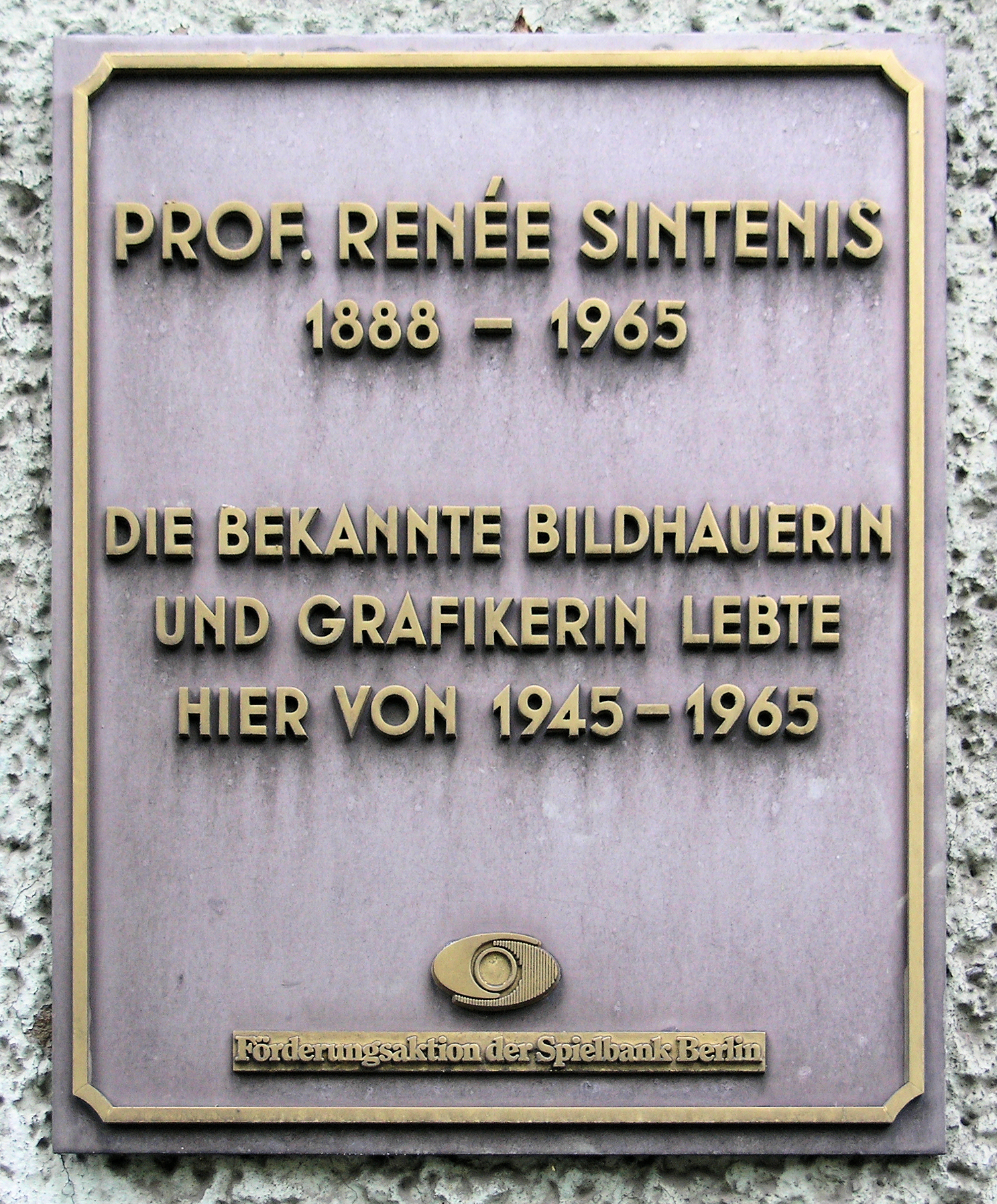
Gedenkplaat, Renée Sintenis, Innsbrucker Straße 23, Berlijn-Schöneberg

Sintenis verhuisde naar een appartement aan de Innsbrücker Platz waar ze ging samenwonen met haar partner Magdalena Goldmann die voorheen haar huishoudster was. Ze startte in 1947 als hoogleraar aan de Hochschule für Bildende Künste in Berlijn. Als docent gaf ze les aan onder meer Karl Bobek, Dieter Finke en Karl-Heinz Krause. In 1948 won ze de Berliner Kunstpreis. Vier jaar later was ze de tweede vrouw die de Ordens pour le mérite für Wissenschaft und Kunst in ontvangst mocht nemen. In 1955 werd ze opnieuw toegelaten tot de Akademie der Künste.
Het werk als hoogleraar stond Sintenis erg tegen en haar populariteit als kunstenaar nam steeds verder af. Abstracte kunststijlen waren in zwang gekomen, maar Sintenis bleef dezelfde soort werken produceren. Haar beeldje van een rechtopstaande beer uit 1932 bleef echter nog lange tijd succesvol. Vergulde en verzilverde replica's van het beeldje worden sinds 1951 uitgereikt als trofee bij het Internationaal filmfestival van Berlijn. In 1957, 1960 en 1962 werden levensgrote versies van het werk tentoongesteld in Berlijn, Düsseldorf en München. In 1963 werd een kleine versie van het beeldje cadeau gedaan aan John F. Kennedy bij zijn bezoek in Berlijn.
Sintenis overleed in Berlijn op 22 april 1965 na een lange ziekte. Ze werd begraven op de bosbegraafplaats in Berlin-Dahlem.

## Eerbetoon
In Berlijn werd de Renée-Sintenis-Platz naar haar vernoemd. Op de muur van het pand aan de Innsbrücker Platz in Berlijn waar Sintenis woonde, hangt een herinneringsplaquette.

## Werken
Haar werken zijn opgenomen in collecties van onder meer het Tate, Museum of Modern Art, de Staatliche Museen zu Berlin, Leicester Museums, Art Institute of Chicago, National Gallery of Art en de Los Angeles County Museum of Art.

## Galerij

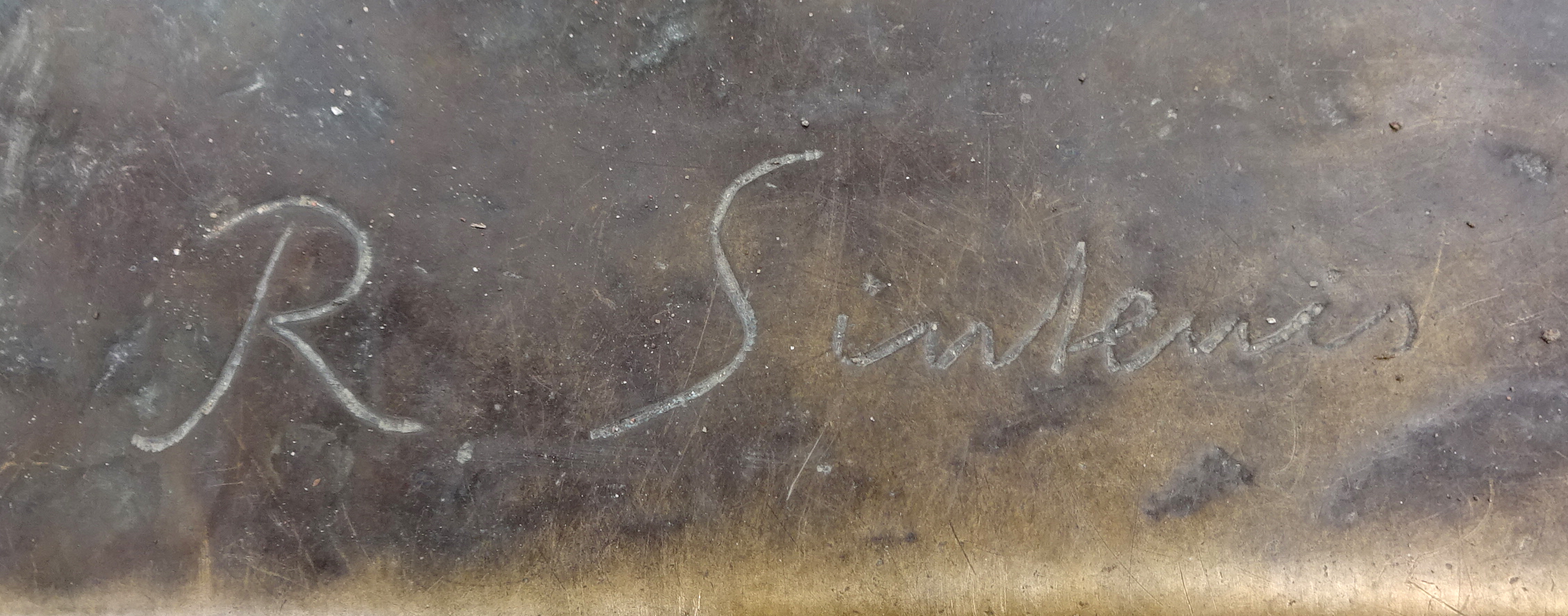
Signatuur
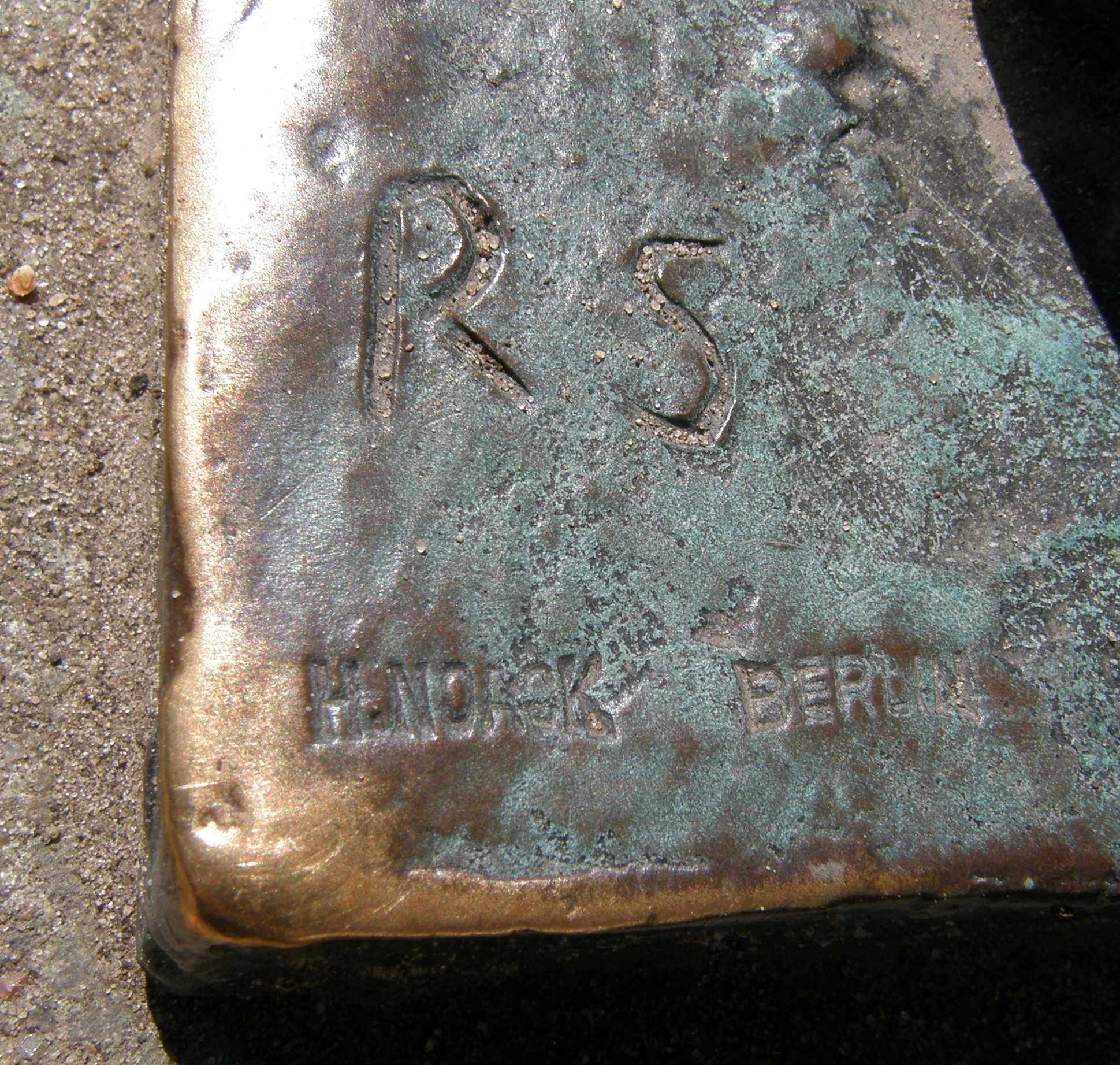
Signatuur met initialen
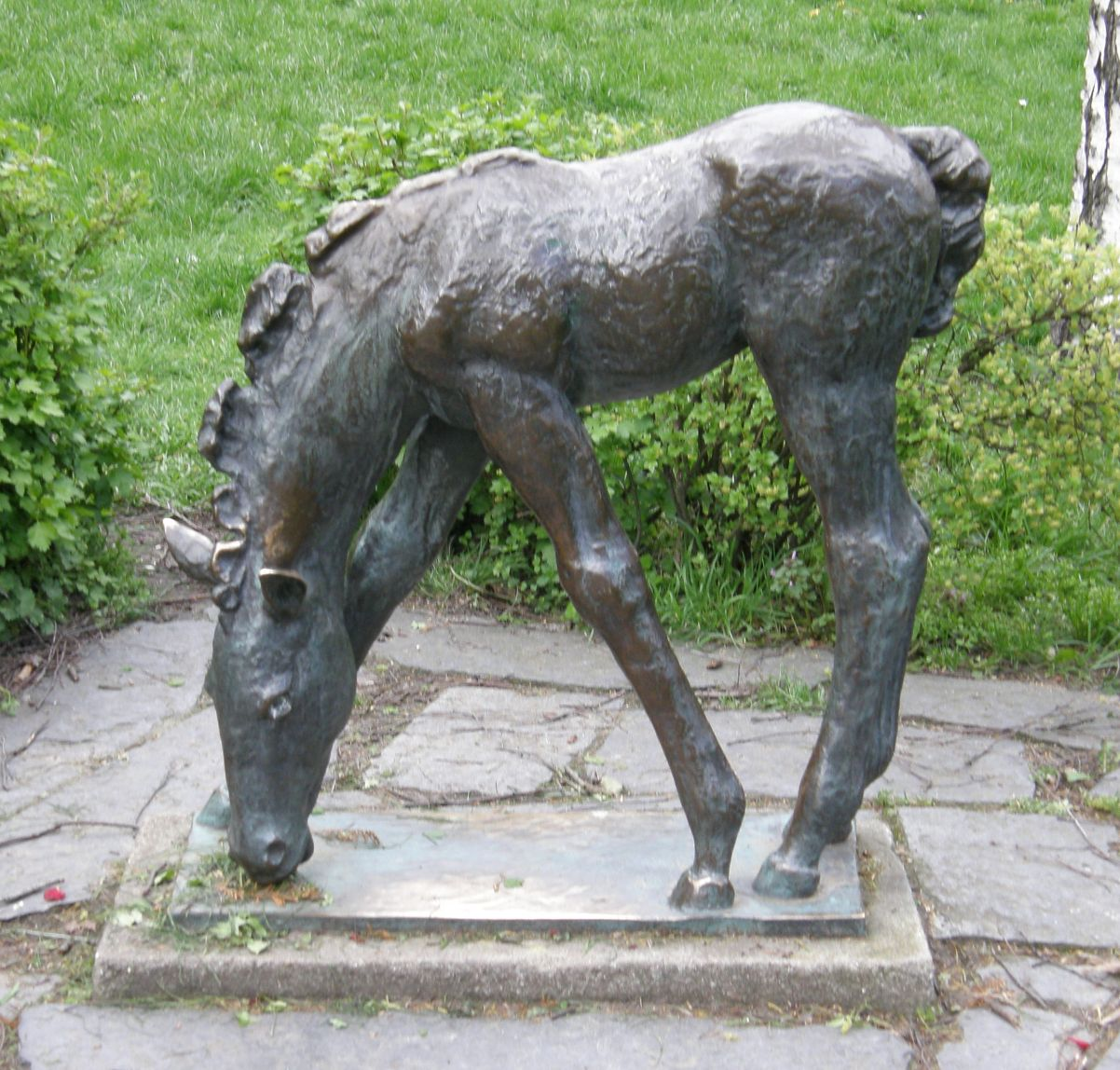
Grasendes Fohlen (1929)
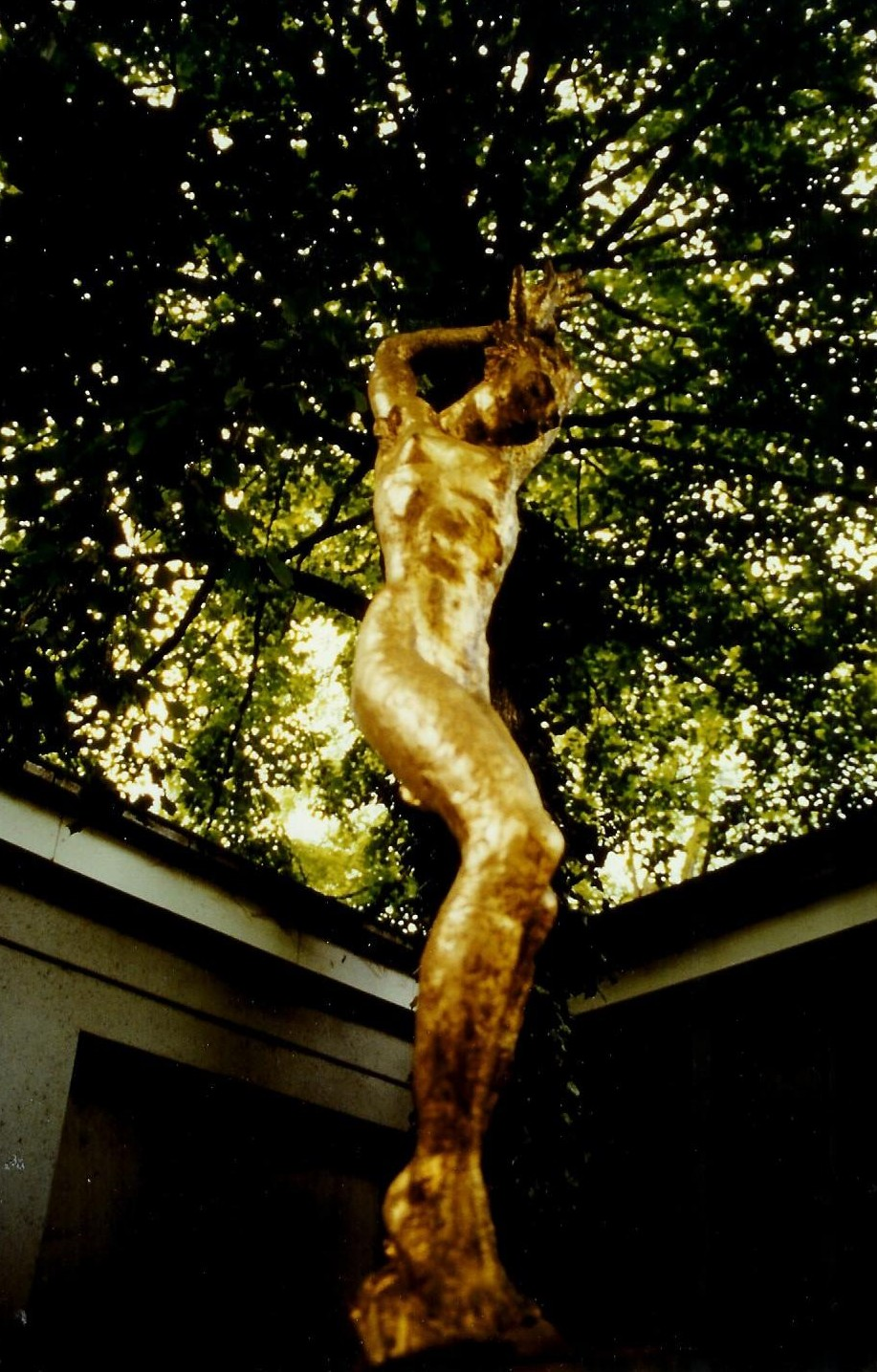
Daphne (1930)
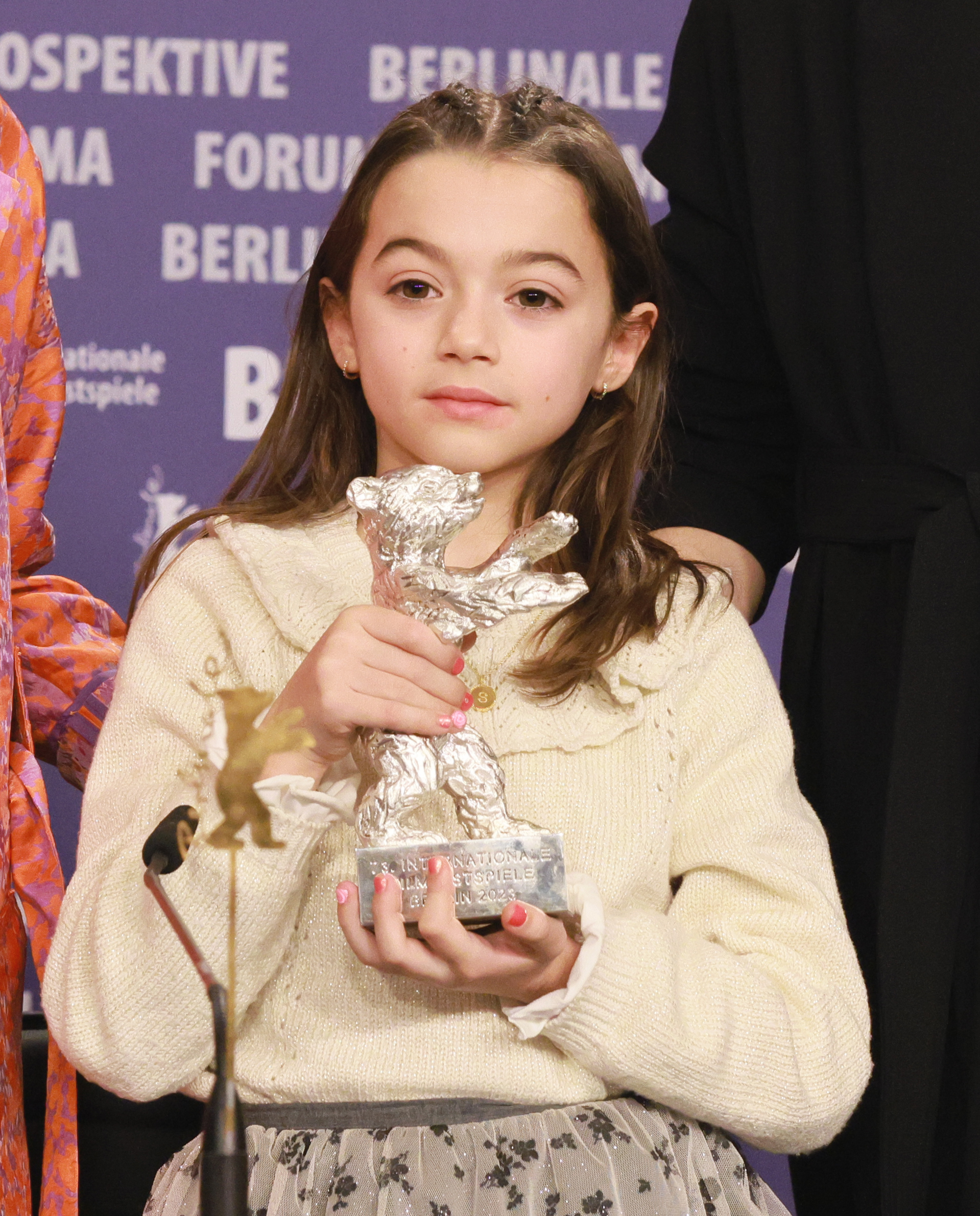
Actrice Sofia Otero met een zilveren Berlinale Bär (2023)